# Enicospilus grilloi
Enicospilus grilloi är en stekelart som beskrevs av Fernandez Triana 2005. Enicospilus grilloi ingår i släktet Enicospilus och familjen brokparasitsteklar. Inga underarter finns listade i Catalogue of Life.